# Pavillon des Arts
Pavillon des Arts (Pavilon umění) byla galerie umění v Paříži. Nacházela se v 1. obvodu v ulici Rue Rambuteau.

## Historie
Pavilon byl založen v roce 1983 a uzavřen roku 2006.

## Výstavy
Galerie se zaměřovala na umění ve všech jeho formách, různých kultur a různých období: fotografie, malířství, sochařství, oděvy, nábytek, medaile aj.